# دبكة سريانية

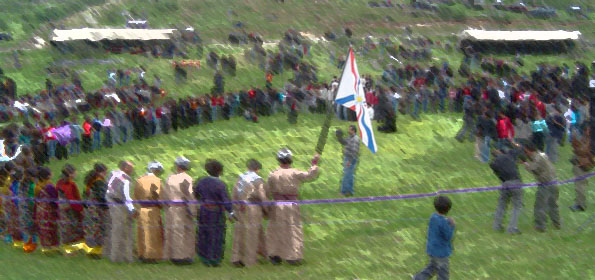

الرقص الشعبي السرياني الآشورية هي نوع من أنواع الرقص الشعبي الحلقي الجماعي المشابه للدبكة المنتشرة في سوريا ولبنان والعراق. ينتشر الرقص السرياني أو الآشوري بشكل خاص في المهرجانات الخاصة بهم مثل خا بنيسان، وأعياد الميلاد، ومراسيم الزواج.
يستخدم في أغاني الدبكة عدّة آلات مثل الزرنة والطبل والعود المستعمل ضمن الغناء أو الرقص. وهناك عدة أنواع الرقص السرياني، يعتمد على المراسم المؤداة فيه أو الأغنية التي تقوم الرقصة عليها. ومن أشهرها:
- خكا وهي من أبسط الرقصات وتشمل عدة أنواع مثل الخكا الثقيلة (ܚܓܐ ܝܩܘܪܐ خگّا يَقورا)
- شيخاني
- تولاما
- بازنايي
- گوباري
- پيدا

## وصلات خارجية
- أنواع الرقص السرياني
- موسيقى الدبكة السريانية